# Eutelisca chilensis
Eutelisca chilensis är en stekelart som beskrevs av Karl-Johan Hedqvist 1968. Eutelisca chilensis ingår i släktet Eutelisca och familjen puppglanssteklar. Inga underarter finns listade i Catalogue of Life.